# Йохан Георг фон Шьонбург-Роксбург
Йохан Георг фон Шьонбург-Роксбург (на немски: Johann Georg von Schönburg-Rochsburg; * 13 юни 1584; † 24 март 1636/1637) е фрайхер на Шьонбург и господар на Роксбург в Лунценау в Саксония.

## Произход и наследство
Той е вторият син (от 16 деца) на фрайхер Волф III фон Шьонбург-Глаухау (1605 – 1657) и първата му съпруга Елизабет Чернембл (1563 – 1601), дъщеря на Йохан (Ханс) Чернембл (1536 – 1595) и Барбара фон Щархемберг (1542 – 1584). Баща му се жени втори път на 16 ноември 1601 г. в Пениг за графиня Анна Барбара Ройс-Плауен-Унтерграйц (1585 – 1629).
Братята получават различни територии. Йохан Георг получава Роксбург. Той умира на 24 март 1636/1637 г.
Роксбург остава от 1548 до 1945 г. почти 400 години собственост на род фон Шьонбург. На 7 август 1700 г. цялата фамилия е издигната от император Леополд I на имперски графове.

## Фамилия
Йохан Георг фон Шьонбург-Роксбург се жени за графиня Сузана Шлик (* 1615; † 31 май 1639), дъщеря на Йохан Албинус Шлик (1579 – 1640) и Йохана фон Вилденфелс. Те нямат деца. Нейният брат граф Йоахим Андреас Шлик фон Пасаун и Вайскирхен (1618 – 1666) се жени на 16 ноември 1658 г. за графиня Кристиана Мария фон Шьонбург-Цшилен (1638 – 1678), дъщеря на брат му Кристиан фон Шьонбург-Цшилен (1598 – 1664).